# Ravachol
François Claudius Koënigstein, mais conhecido como Ravachol (Saint-Chamond, 14 de outubro de 1859 – Montbrison, 11 de julho de 1892), foi um dos mais famosos anarquistas ilegalistas franceses, tornando-se a seu tempo o arquétipo do "anarquista lançador de bombas" através de suas ações diretas violentas contra a Terceira República Francesa. Da perspectiva legalista, Ravachol entrou para história como um dos grandes terroristas do século XIX.

## Biografia

### Primeiros anos
Nascido em uma família pobre, Ravachol trabalhou desde os 8 anos, depois que o pai, Jean-Adam Koënigstein, um marinheiro holandês, abandonou a família, fazendo com que o jovem François Claudius adotasse o nome de solteira de sua mãe, Marie Ravachol, uma humilde costureira desempregada. Desde aquela época Ravachol teve que buscar maneiras para sustentar sua mãe, uma irmã e um irmão mais novos e, posteriormente, também um sobrinho. Para isso perambulava pela França atrás de trabalho pelo qual recebia quase nada.

Foi assistente de pintor, trabalhou em uma tinturaria e, como forma de incrementar a renda familiar, chegou a tocar acordeão aos domingos, nos salões sociais, em Saint-Étienne. No entanto, nenhuma dessas tarefas durava o tempo suficiente ou garantia o mínimo que sua família necessitava para a sobrevivência. Dotado de uma inteligência incomum, não demorou muito para que o jovem Ravachol passasse a relacionar sua miséria pessoal ao sistema capitalista. O escritor Paul Adam diria posteriormente, sobre o surgimento de Ravachol: 
 Mais tarde Ravachol recordaria, em seu julgamento, o início de sua juventude, quando era compelido a furtar de camponeses pobres para garantir a sobrevivência de sua família.

### Crimes
Depois de anos de dificuldade, em uma época na qual a classe trabalhadora não contava com quaisquer direitos, Ravachol acabou por encontrar, no crime, sua principal estratégia de sobrevivência. Poucos revolucionários tiveram, entre suas ocupações prévias, a de ladrão de túmulos. Trabalhou como falsário (aplicando os conhecimentos de química adquiridos quando trabalho como diarista em uma tinturaria) e contrabandista. Mas Ravachol não era um criminoso comum, nem um anarquista comum.
Chamado no meio anarquista de "voz da dinamite", Ravachol se contrapunha à moralidade burguesa, tida por ele como uma forma de preconceito, sempre em desfavor aos pobres. Nesse sentido, não admitia limites para a ação revolucionária, considerando a propriedade e o Estado imorais e criminosos. Portanto justificava os atos aos quais recorrera, considerados repreensíveis por muitos, como forma de sobrevivência e apoio à causa anarquista.

#### Latrocínio a Rivollier
Na noite de 29 de Março de 1886 Ravachol teria cometido os primeiros assassinatos, em um assalto nos arredores da vila de La Varizelle, próximo à St Chamond, na casa de um velho, chamado Rivollier que, como diziam boatos, guardava em sua casa uma quantia considerável acumulada.
Em La Varizelle, Ravachol, armado com uma machadinha, teria arrombado a casa, surpreendendo Rivollier em sua cama. Com um só golpe na cabeça, teria ferido mortalmente o senhor Rivollier sem que esse sequer se levantasse de sua cama. Uma serviçal que estava na casa fugira em desespero pela estrada, sendo supostamente perseguida e também morta por ele. Em seguida, Ravachol teria voltado para dentro da casa, e procurado desesperadamente por dinheiro, arrombando armários e gavetas, encontrando poucas coisas de valor.
Ao contrário de outros crimes e mesmo assassinatos, este nunca fora assumido por Ravachol, historiadores atuais consideram ser grande a possibilidade de que a autoria deste duplo assassinato tenha sido forjada e induzida pela polícia que precisava dar conta de um caso à anos sem solução, nem suspeitos reais. Em grande medida, o testemunho da companheira de Ravachol, Rulhière, seria posteriormente utilizado como evidência por ocasião do julgamento na Cour d'assises (tribunal para processos penais). Visivelmente transtornada durante as sessões, Rulhière testemunhou provavelmente sob a ameaça de mais torturas.

#### Violação do túmulo da Baronesa de Rochetaillé
Cinco anos depois, na noite de 14 de Maio de 1891 Ravachol violaria o túmulo da Baronesa de Rochetaillé no Cemitério de Saint Jean de Bonnefond, depois de dar ouvidos ao rumor que afirmava que a nobre teria sido enterrada com suas jóias. Após escalar o muro do cemitério, ergueu a pedra da tumba pesando 120 quilos e retirou um caixão de carvalho colocado no lugar por três cabos de ferro. Quebrando os selos, Ravachol encontrou apenas uma cruz de madeira e sacos de serragem junto ao corpo putrefato. Em um trecho do relato escrito pelo próprio punho:

Refletindo sobre este ato posteriormente Paul Adam escreveria:

#### Assassinato de Jacques Brunel

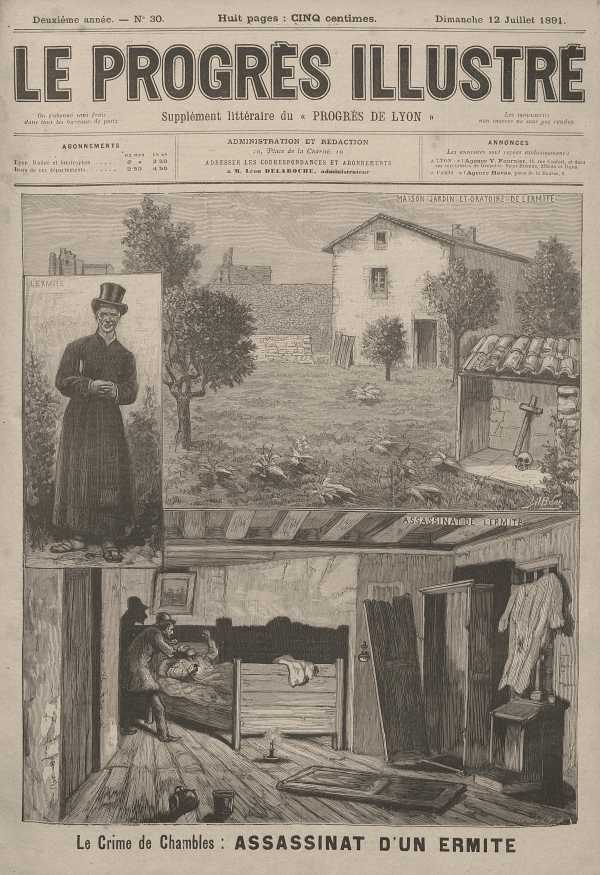
Capa do jornal Le Progréss Ilustrê sobre o assassinato de Jacques Brunel.

Buscando se afastar de Saint Chamond, outro dos famosos crimes de Ravachol aconteceria nas proximidades de uma vila chamada Chambles, onde morava um ancião chamado Jacques Brunel, conhecido localmente como "O Ermitão". Talvez motivado por votos religiosos, Brunel por mais de meio século habitara solitariamente uma cabana localizada num morro nas proximidades de Chambles, como os eremitas na Idade Média. Vivendo às custas da caridade, Brunel recebia sempre alimentos, roupas e dinheiro que lhe davam os habitantes da região, em troca afirmava que se lembraria deles no momento das suas orações. Gastando quase nada ou muito pouco em comida e abrigo, Ravachol considerou a possibilidade do velho talvez possuir muito dinheiro guardado.
Assim que chegou a Chambles, em 19 de Junho de 1891, Ravachol foi ao encontro de Brunel em sua cabana, encontrando o velho (de oitenta, ou noventa e dois anos de idade) deitado sobre uma cama miserável no canto da cabana. Segundo seu próprio depoimento Ravachol chegou e disse-lhe que lhe daria vinte francos para que rezasse por ele, se ele lhe desse em troca uma nota de cinquenta francos. Brunel respondeu que não possuía nada para dar em troca, e que estava prestes a se levantar, talvez por desconfiar de seu visitante. Ao se levantar, o velho foi agarrado. Ravachol rapidamente colocou um lenço em sua boca e depois em seu pescoço, finalmente o estrangulando. Após uma busca rápida pela cabana, Ravachol encontrou moedas e notas por todos os lados, em panelas e copos, sob a cama, nos armários e atrás deles. De acordo com o próprio Ravachol o valor total encontrado na cabana do Ermitão ultrapassava os quinze mil francos (mil e seiscentas libras esterlinas) entre moedas de cobre, prata e ouro.
Ravachol conseguira mais ouro e prata do que ele poderia carregar. Trancando a cabine saiu para almoçar em um café próximo à estação ferroviária. O atendente do estabelecimento diria depois em testemunho que Ravachol, faminto, comera uma omelete de seis ovos, peixes assados, um bife, bebendo muito vinho. Estando seu trabalho sem conclusão, voltou à cabana do eremita e se fechou dentro dela, empilhando o dinheiro que encontrara. Existia mais do que ele poderia convenientemente levar embora, então ele foi para casa em Saint Etienne e contou para sua companheira sobre seus feitos, e na manhã seguinte, tomando uma condução, ambos foram para Chambles.
Voltando à cabana, levaram consigo uma mala, onde empilharam todo o ouro e prata e diversos outros bens de valor que encontraram no lugar. Junto com Rulhière, ele partira, não para sua casa em Saint Chamond, mas para Saint Etienne ao encontro de amigos. No dia seguinte dividiram parte da quantia entre as famílias de trabalhadores e anarquistas presos ou executados. Poucas horas depois de Ravachol e Rulhière terem deixado Chambles, uma pessoa da localidade encontraria o eremita morto em sua cama, com cinquenta francos em moedas de bronze, jogados sobre o chão da cabana.

### Primeira prisão e fuga
No entanto, sem perceber, Ravachol havia sido visto em suas idas e vindas a Chambles, sendo procurado e detido por policiais, junto com sua companheira e dois outros homens — Pierre Crozet e Claude Fachard — com os quais havia deixado algumas das coisas roubadas da cabana de Brunel.
Por sorte ou ironia do destino, no momento em que estava sendo conduzido para a prisão pelos guardas, sua escolta deu de encontro com um homem alcoolizado que cambaleava em direção ao grupo, em meio à confusão Ravachol conseguiu escapar de seus captores. Rulhière, Fachard e Crozet não tiveram a mesma sorte, sendo presos e interrogados sob severas torturas. Posteriormente foram julgados e condenados respectivamente a penas de sete, cinco e um anos de prisão.
Após a fuga, Ravachol procurara por seus amigos, Jus-Beala e sua companheira Mariette Soubert, em Saint Etienne, encontrando refúgio na casa deste casal por algum tempo. Neste mesmo período outro duplo latrocínio aconteceria em Saint Etienne. Na noite de 27 de Julho, uma velha viúva e sua filha seriam mortas a golpes de martelo em um assalto a sua loja. Posteriormente, durante o julgamento de Ravachol, os promotores tentariam vincular tal crime a ele e a Jus-Beala, responsabilizando-os pelos assassinatos. Na versão da promotoria, Mariette Soubert teria por sua vez servido de olheira para o crime em frente à loja. No entanto, todas as provas se mostraram incongruentes. Jus-Beala e Soubert foram inocentados e, como o motivo do crime era claramente roubo e este acontecera a apenas cinco semanas após o assassinato em Chambles, Ravachol provavelmente não agiria com receio de atrair a atenção das autoridades, ainda mais quando teria ainda algum dinheiro roubado de Brunel.

### Aproximação ao Anarquismo
Pouco tempo depois, Beala, Mariette e Ravachol, o último assumindo o pseudônimo de Louis Leger, deixaram Saint Etienne em direção a Saint Denis, um subúrbio ao norte de Paris. Lá tiveram contato com diversas organizações anarquistas. Ravachol que aprendera a ler e escrever por conta própria e que, até então, se considerava ateu e socialista desde ler, aos 18 anos, "Le juif errant" de Eugène Sue, encontraria entre os empregados das fábricas e trabalhadores de Saint Denis, verdadeiros entusiastas dos ideais libertários. Em pouco tempo passaria a se considerar um anarquista, assumindo para a si a tarefa de combater o capitalismo e o Estado.
Entre as vertentes anarquistas da época Ravachol e Beala se identificaram prontamente com os ilegalistas defensores da Propaganda pelo Ato; anarquistas que não estavam interessados em organizar movimentos de massa para derrubada da ordem burguesa. Ao invés disso, acreditavam que junto com a recusa ao pagamento de impostos e à participação no serviço militar, o assassinato de representantes do capitalismo e do Estado, os piores inimigos dos trabalhadores, seria a forma mais adequada para alcançar um mundo melhor.

### Atentados

#### Motivações

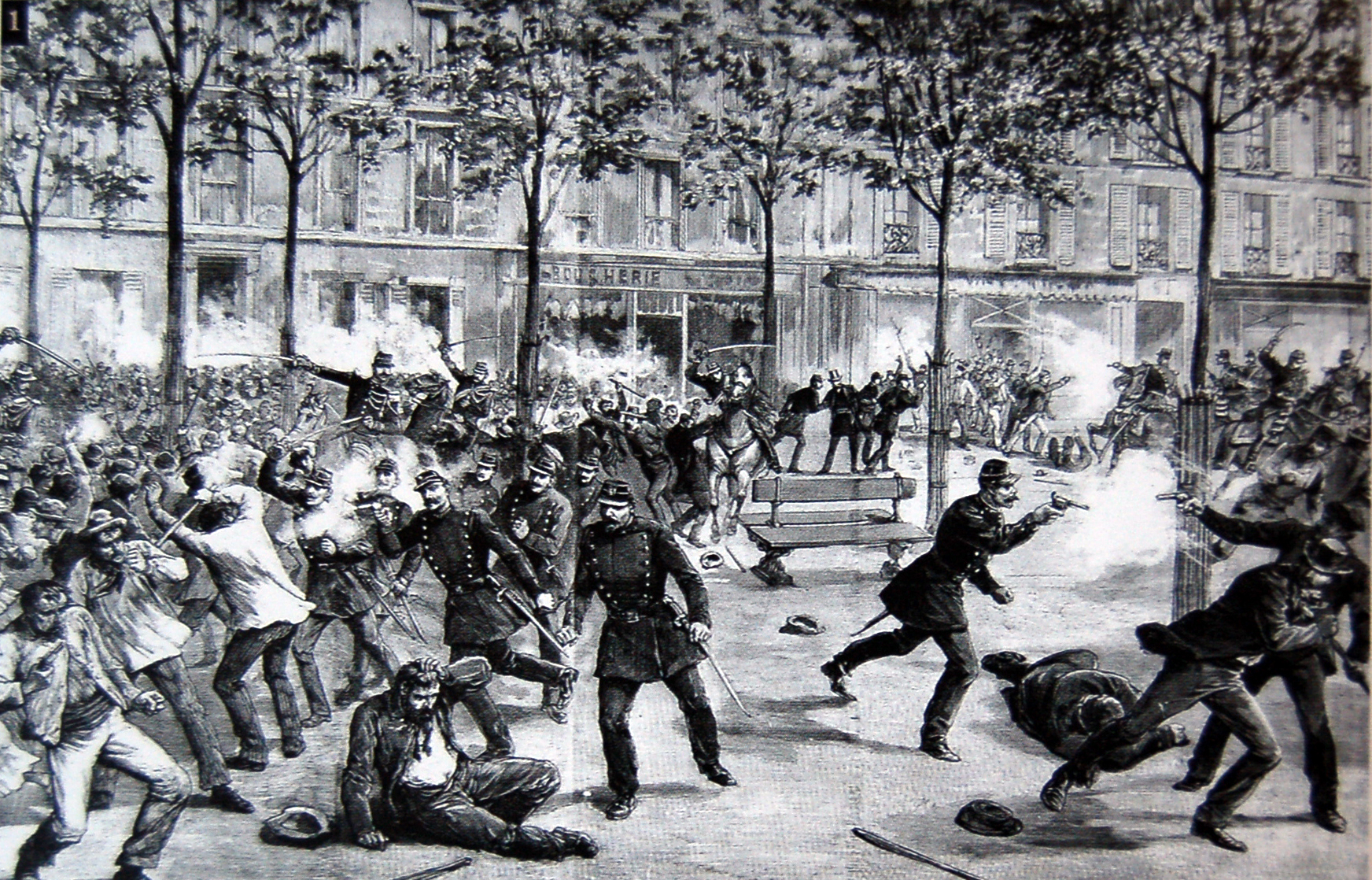
Desenho de reconstituição do massacre de 1 de maio de 1891 no largo de Clichy.

Em 1 de Maio de 1891, em Fourmies, uma manifestação realizada por trabalhadores e suas famílias em exigência de uma jornada laboral diária de oito horas acabou em um massacre. Pela primeira vez na França a recém-inventada metralhadora seria utilizada contra manifestantes desarmados, homens, mulheres e crianças, algumas carregando flores e folhas de palmeira. Catorze pessoas foram mortas e mais de quarenta acabaram gravemente feridas.
No mesmo dia, no largo de Clichy, um grupo de anarquistas também protestando por melhores condições de trabalho foi violentamente abordado pela polícia. Houve troca de tiros entre manifestantes e policiais. Após o confronto, dezenas de pessoas estavam mortas, três anarquistas — Henri Decamps, Charles Dardare e Louis Léveillé — foram então detidos e levados ao Comissário de Polícia para que sobre eles fosse colocada toda a responsabilidade do confronto. Dois deles foram condenados à morte em Agosto de 1891 com base em acusações falsas de assassinatos e delitos.
Entre os anarquistas de Saint Denis, Ravachol saberia dos ocorridos em Clichy, Fourmies e Levallois e das penas infligidas a Decamp e Dardare, vistos na época como mártires da causa. Teria contato também com narrativas sobre a execução dos anarquistas espanhóis em Jeres.
A violência policial aos trabalhadores juntamente com a repressão aos communards sobreviventes (que datava já desde os tempos da insurreição da Comuna de Paris em 1871), bem como a condenação à morte de anarquistas na França e na Espanha levaria Ravachol a promover uma série de vinganças, na forma de sucessivos atentados à bomba contra operadores do Estado.

#### O roubo da dinamite
Com o objetivo de vingar os três mártires, juntou-se a um grupo de anarquistas que incluía Faugoux, Drouhet, Chalbret e Chaumentin, para roubar caixas de dinamite de um empreiteiro local, em Soisy-Sous-Etiolles, ao sul de Paris. Cento e vinte bananas de dinamite foram roubadas e deixadas em segredo sob os cuidados de um carpinteiro chamado Bricou, ele próprio também um anarquista. Ao serem notificadas sobre o roubo, as autoridades realizaram operações e batidas nos subúrbios de Saint Denis, Puteaux, Levallois e Asnieres à época conhecidos redutos de anarquistas. No entanto, nada foi descoberto nos primeiros dias. Ravachol por questões de segurança havia se retirado de Saint Denis para Saint Mande, uma localidade mais afastada ao leste de Paris.
Ao ser perguntado por seus amigos se ele tinha planos contra Guilhem, o oficial de polícia que havia detido ele, Rulhière e os seus amigos, Ravachol respondia que sua intenção era atingir pessoas em cargos muito mais elevados do que um simples policial. Os alvos escolhidos por ele estavam no ministério público e no judiciário e tinham responsabilidade direta pelo resultado do julgamento de Clichy-Levallois.

#### Atentado ao presidente da corte de justiça

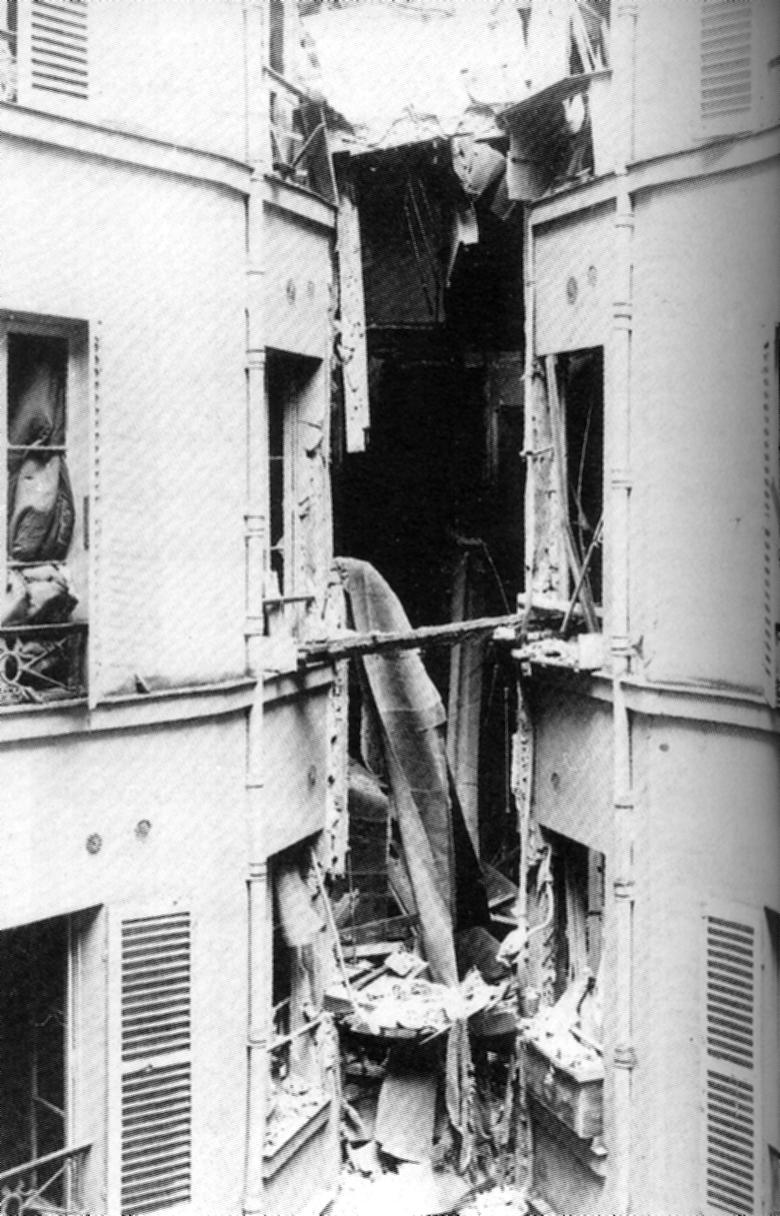
Fotografia do estrago causado pela bomba plantada por Ravachol à casa do procurador da República, M. Bulot.

Para realizar sua primeira ação Ravachol contaria com a ajuda de um jovem perspicaz chamado Charles Achille Simon, um típico gavroche parisiense cujo apelido era "Biscoito". Simon auxiliaria Ravachol no reconhecimento da casa no Boulevard Saint Germain onde M. Benoit, o juiz, ocupava um flat.
Em 2 de Março de 1892, Ravachol, vestido com uma fina casaca e cartola, com dois revolveres nos bolsos, foi de bonde para Saint Germain, levando consigo um dispositivo explosivo preparado por ele em Saint Mande. Logo após colocar o explosivo no segundo andar da casa, partiu de uma maneira apressada e deselegante. Quando estava afastado já algumas centenas de metros, pôde ser ouvida por vários quarteirões a grande explosão. Como a casa estava vazia no momento da explosão ninguém acabara ferido, no entanto, os danos causados somariam uma pequena fortuna, tornando-se matéria de destaque e sensacionalismo nos principais jornais.

#### Explosão do quartel Lobau
O caso ganharia ainda mais cobertura quando em 18 de Março de 1892, no aniversário do levante da Comuna de Paris, o quartel Lobau, local onde centenas de communards foram executados em 1871, foi palco de uma grande explosão. Esta no entanto, não fora uma ação de Ravachol, mas sim de Théodule Meunier, um anarquista carpinteiro que era amigo de Bricou, o responsável por esconder as bananas de dinamite roubadas.
Ninguém se feriu na explosão do quartel, mas ainda assim ela seria utilizada como motivo para inúmeras perseguições e prisões que a seu tempo se mostraram infrutíferas. Na época também foi apresentado por Émile Loubet (mais tarde Presidente da República) e aprovado na Assembleia Nacional um projeto de lei que previa pena capital aos responsáveis pelos atentados.

#### Atentado à residência do promotor da república
A medida no entanto, não conseguiu intimidar nem a Ravachol, nem a Meunier. Em 27 de Março Ravachol se dirigiria a uma casa na Rua de Clichy onde morava M. Bulot, o promotor público do caso de Decamp e Dardare. Carregava consigo uma pequena mala onde estava outro dispositivo explosivo, mais potente do que o utilizado na ação anterior. Como resultado da explosão, as paredes de pedra da casa racharam e a escada desabou por inteira, os gastos somados chegaram a mais de cento e vinte mil francos e seis pessoas acabaram gravemente feridas.
Alardeados pela imprensa burguesa, este e outros atos foram tratados como crimes de terrorismo. Esvaziados de sentido político, os atentados de Ravachol e Meunier serviram como subterfúgio para perseguir anarquistas e socialistas e espalhar o terror pela cidade de Paris. Através dos jornais, os principais preocupados, estadistas e membros da elite, buscaram por todos os meios alarmar os habitantes das camadas medianas e pobres da cidade.

### Segunda prisão

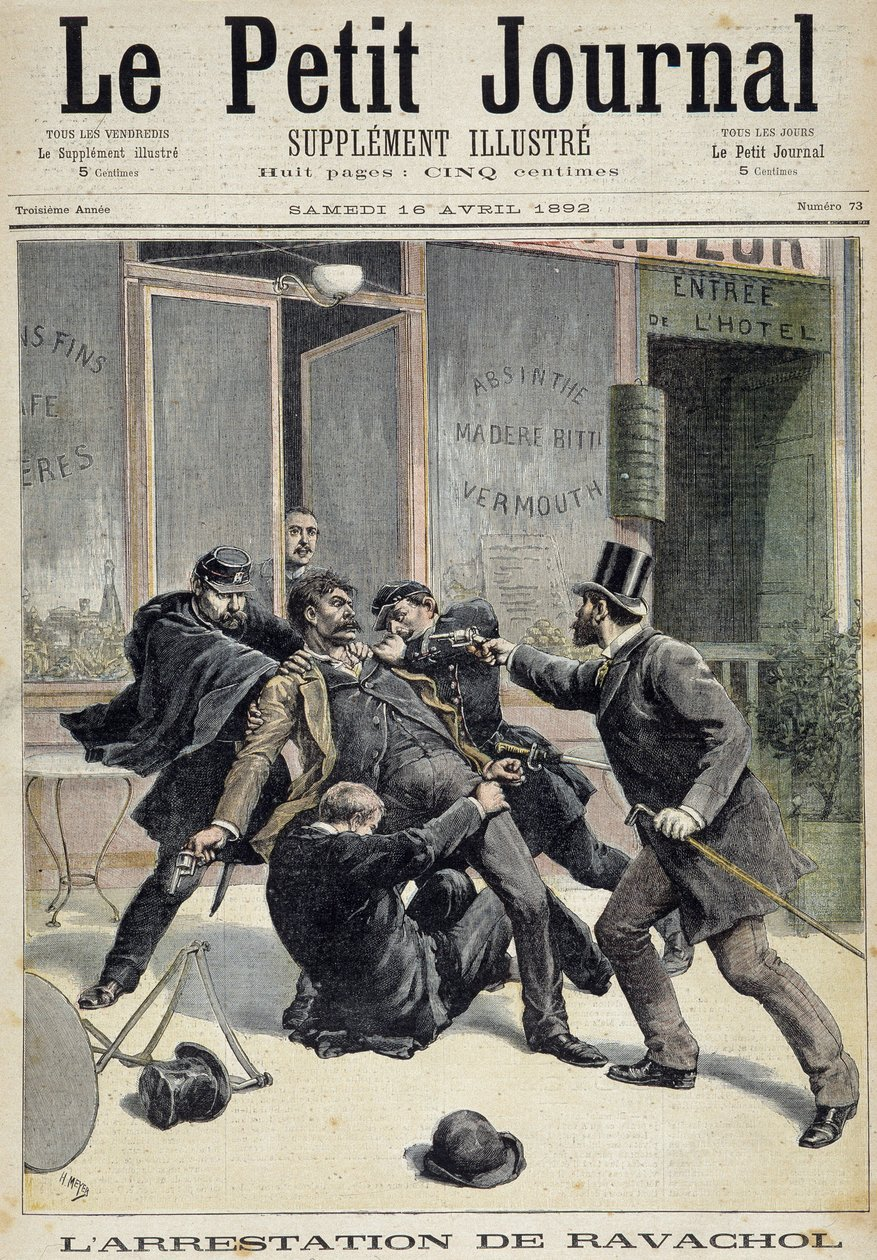
Desenho reconstituindo a prisão de Ravachol publicado em Le Petit Journal.

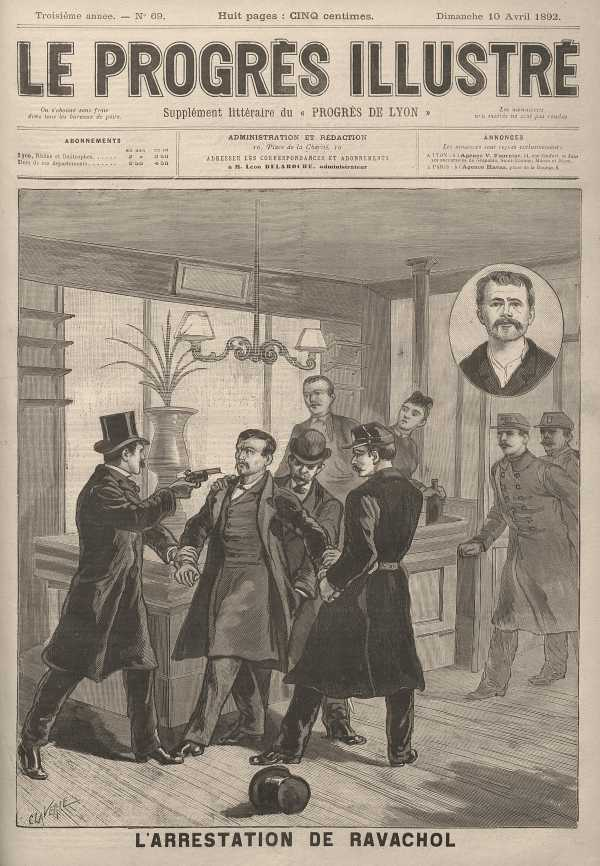
Desenho reconstituindo a prisão de Ravachol publicado no Le Progrès illustré.

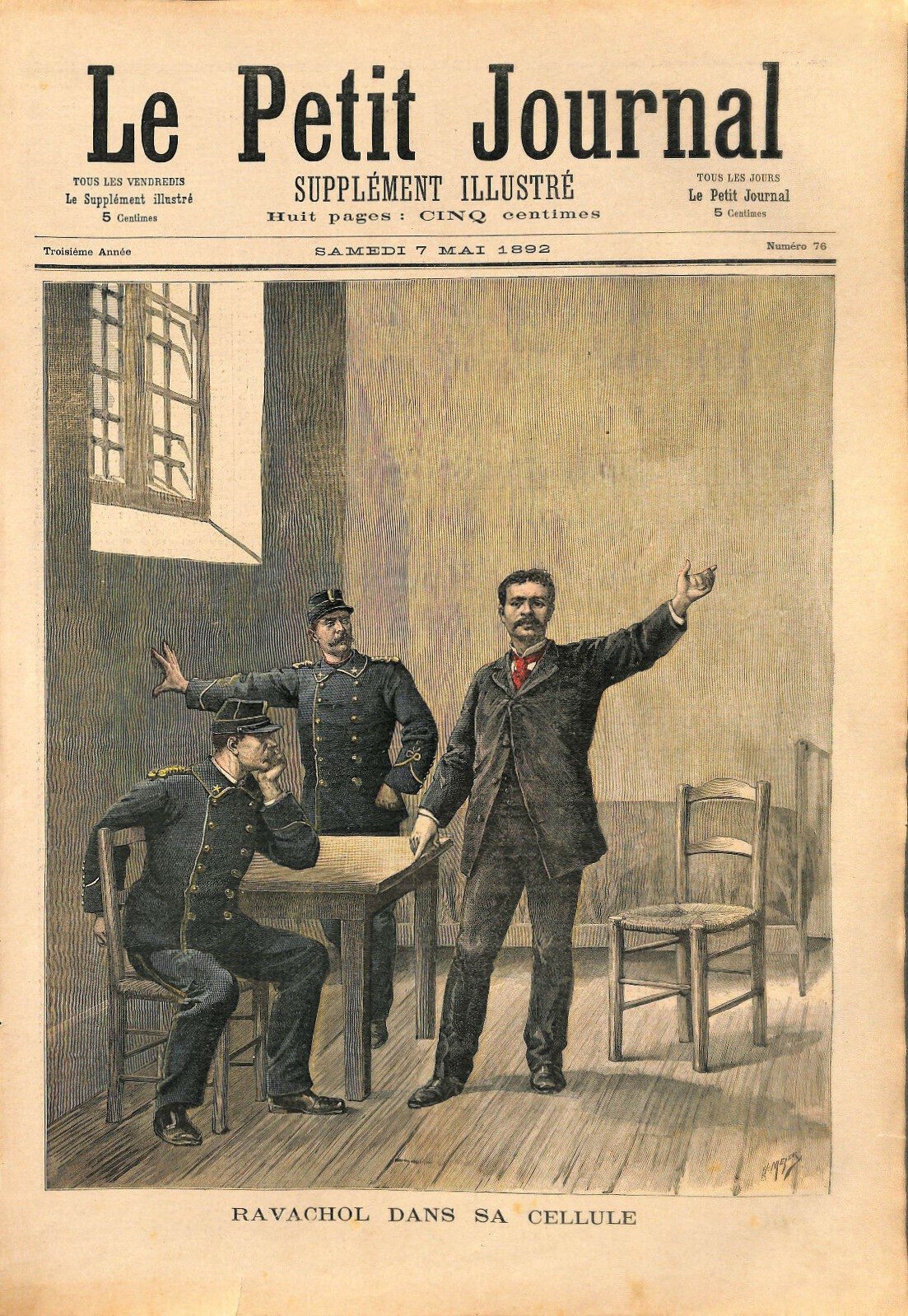
Imagem de reconstituição do interrogatório a Ravachol publicada no Le Petit Journal.

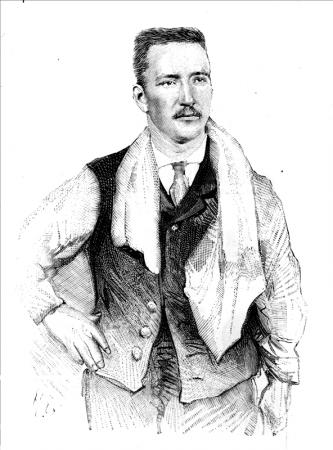
Imagem de Lherot, o garçom que delatou Ravachol.

Satisfeito, Ravachol foi jantar no Boulevard Magenta em um estabelecimento que funcionava como loja de vinhos e restaurante, de propriedade de M. Véry. Este tinha como atendente seu cunhado, um homem chamado Jules Lherot. Ao ser servido por Lherot, Ravachol não se conteve e passou a se vangloriar sobre os atentados do Boulevard Saint Germain e da Rua Clichy. Dias depois Lherot denunciaria Ravachol para a polícia esperando por uma grande recompensa.
No dia 30 de março de 1892 Ravachol foi preso pela segunda vez junto a seus amigos Jus-Beala, Mariette, Simon "Biscoito" e Chaumentin. Este último se revelara um hipócrita, que prontamente entregou à polícia uma série de evidências contra os outros, com o fim de se livrar da cadeia.
Após ser detido, Ravachol foi interrogado durante horas e falou abertamente aos policiais oferecendo em detalhes todas as informações solicitadas sobre seus atos e motivações. Seu interrogatório cuja transcrição permaneceu perdida por mais de meio século, não viria a público até que o historiador Jean Maitrón a encontrasse nos Arquivos da Polícia de Paris em 1964.
"O nomeado acima, após sua refeição, falou o que se segue:
"Senhores, é um de meus hábitos, sempre estou fazendo trabalho de propaganda. Vocês sabem o que é anarquismo?"
Nós respondemos "Não" a esta pergunta.
"Isso não me surpreende", ele respondeu. "A classe trabalhadora, assim como vocês, é forçada a trabalhar para ganhar seu pão, não tem tempo para se dedicar à leitura de livretos que lhes são dados. E o mesmo acontece com vocês.
"Anarquia é a obliteração dos bens".
"Atualmente existem muitas coisas inúteis; muitas profissões são inúteis, como por exemplo, contabilidade. Com a anarquia não há mais a necessidade de dinheiro, já não há mais necessidade de escrituras e de outras formas de trabalho que existem atualmente.
"Existem nos dias de hoje muitos cidadãos sofrendo enquanto outros nadam em opulência, em abundância. Essa situação não pode durar; nós todos deveríamos receber o excedente dos ricos; e mais ainda, obter como eles tudo o que nos é necessário. Na sociedade atual, não é possível alcançarmos esse objetivo. Nada, nem mesmo uma taxação sobre o lucro, poderia mudar a face das coisas. Todavia muitos trabalhadores pensam que se agíssemos dessa forma, as coisas poderiam melhorar. É um erro pensar dessa maneira. Se taxamos um locatário, ele irá aumentar seus aluguéis e dessa forma vai dar um jeito de fazer com que aqueles que sofrem paguem pelos novos tributos impostos a ele. De forma alguma, nenhuma lei pode impedir os locatários de serem senhores de seus próprios bens, nós não podemos impedi-los de fazerem o que quer que queiram fazer com eles. O que então poderíamos fazer? Acabar com a propriedade e, fazendo isso, acabar com aqueles que a tudo tomam. Se essa abolição acontecer, também teremos que nos livrar do dinheiro, de forma a evitar qualquer ideia de acumulação, que poderia nos forçar a uma volta ao atual regime".
"É verdade que o dinheiro é a causa de toda a discórdia, de todo o ódio e de todas as ambições; ele é, em uma palavra, o criador da propriedade. Esse metal, na verdade, nada é além de um preço acordado, surgido de sua raridade. Se nós não fôssemos mais obrigados a dar algo em troca das coisas que precisamos para viver, o ouro perderia seu valor e ninguém se interessaria por ele. Nem poderiam eles enriquecer a si próprios, porque nada que eles pudessem acumular poderia servir-lhes para que obtivessem uma vida melhor que a dos outros. E já não seriam mais necessárias as leis, nem necessários seriam os mestres".
"Quanto às religiões, elas seriam destruídas, porque sua influência moral não mais possuiria qualquer razão para existir. Não haveria mais o absurdo da crença em um Deus que não existe, desde que depois da morte tudo está acabado. Então poderíamos nos agarrar à vida, mas quando digo vida quero dizer vida, o que não significa escravidão diária para fazer os patrões gordos, enquanto morremos de fome fazendo de nós os responsáveis pelo bem-estar deles."
"Mestres não seriam necessários, essa gente que ociosamente é mantida pelo nosso trabalho; todo mundo se faria útil à sociedade, pela qual eu digo trabalhando de acordo com suas habilidades e aptidões. Dessa forma, um poderia ser um padeiro, outro um professor, etc. Seguindo esse princípio, o trabalho por si mesmo diminuiria, e cada um de nós teria apenas uma ou duas horas de trabalho diário. Aquele que não fosse capaz de permanecer sem algum tipo de ocupação, encontraria sua distração no trabalho; haveria ainda alguns preguiçosos, e se eles existissem, haveria tão poucos deles que poderíamos deixá-los em paz e, sem queixa, deixá-los viver do trabalho de outros".
"Não existiriam mais leis, o casamento seria destruído. Nós poderíamos nos unir por inclinação, e a família seria fundada no amor de um pai e de uma mãe por seus filhos. Por exemplo, se uma mulher não mais amasse aquele a quem ela havia escolhido como companheiro, ela poderia se separar dele e buscar um novo relacionamento. Em uma palavra, completa liberdade para viver com aqueles a quem amamos. Como no caso em que eu falei se houvesse crianças, a sociedade poderia criá-las, isso é para dizer, aqueles que gostassem das crianças poderiam criá-las.".
"Com essa união livre, não existiria mais a prostituição. Não haveria mais doenças íntimas, uma vez que elas nascem somente do abuso de ambos os sexos; um abuso ao qual as mulheres são forçadas a se submeterem, já que as condições atuais da sociedade obriga-as a suportá-lo como um trabalho para sobreviver. Será o dinheiro a necessidade de uma vida, mesmo que ganho a qualquer custo?".
"Pelos meus princípios, os quais não posso explicar em tão pouco tempo tão cheios de detalhes, o exército não mais possuiria razão para existir, dado que não existirão mais nações distintas; a propriedade privada seria destruída, e todas as nações se juntariam em uma só, que poderia ser o Universo".
"Não mais guerra, não mais disputas, não mais ciúmes, não mais roubos, não mais assassinatos, não mais sistema penal, não mais polícia, não mais governo".
"Os anarquistas ainda não alcançaram os pormenores de seu projeto; os marcos apenas foram assentados. Hoje os anarquistas são em número suficiente para derrubar o atual estado de coisas, e se isso ainda não aconteceu, é porque precisamos completar a educação daqueles que nos seguem, fazendo surgir neles a energia e a força de vontade capaz de auxiliar na realização dos seus projetos. Tudo o que é necessário para isso é um empurrão, que alguns coloquem em suas próprias cabeças, e a revolução tomará seu lugar".

"Aqueles que explodem casas têm como objetivo o extermínio de todos aqueles que, por sua posição social ou por seus atos, são nocivos à anarquia. Se fosse permitido atacar abertamente estas pessoas sem temer a polícia, pela própria vida, não sairíamos a destruir suas casas com dispositivos explosivos que poderiam matar pessoas das classes sofredoras que têm a seu serviço ao seu redor.".
Este depoimento tornou-se um célebre documento da forma como Ravachol pensava seus princípios em articulação com a difícil realidade das camadas populares da França em fins do século XIX.

### Julgamentos

#### Primeiro julgamento na Cour d'Assises no Seine

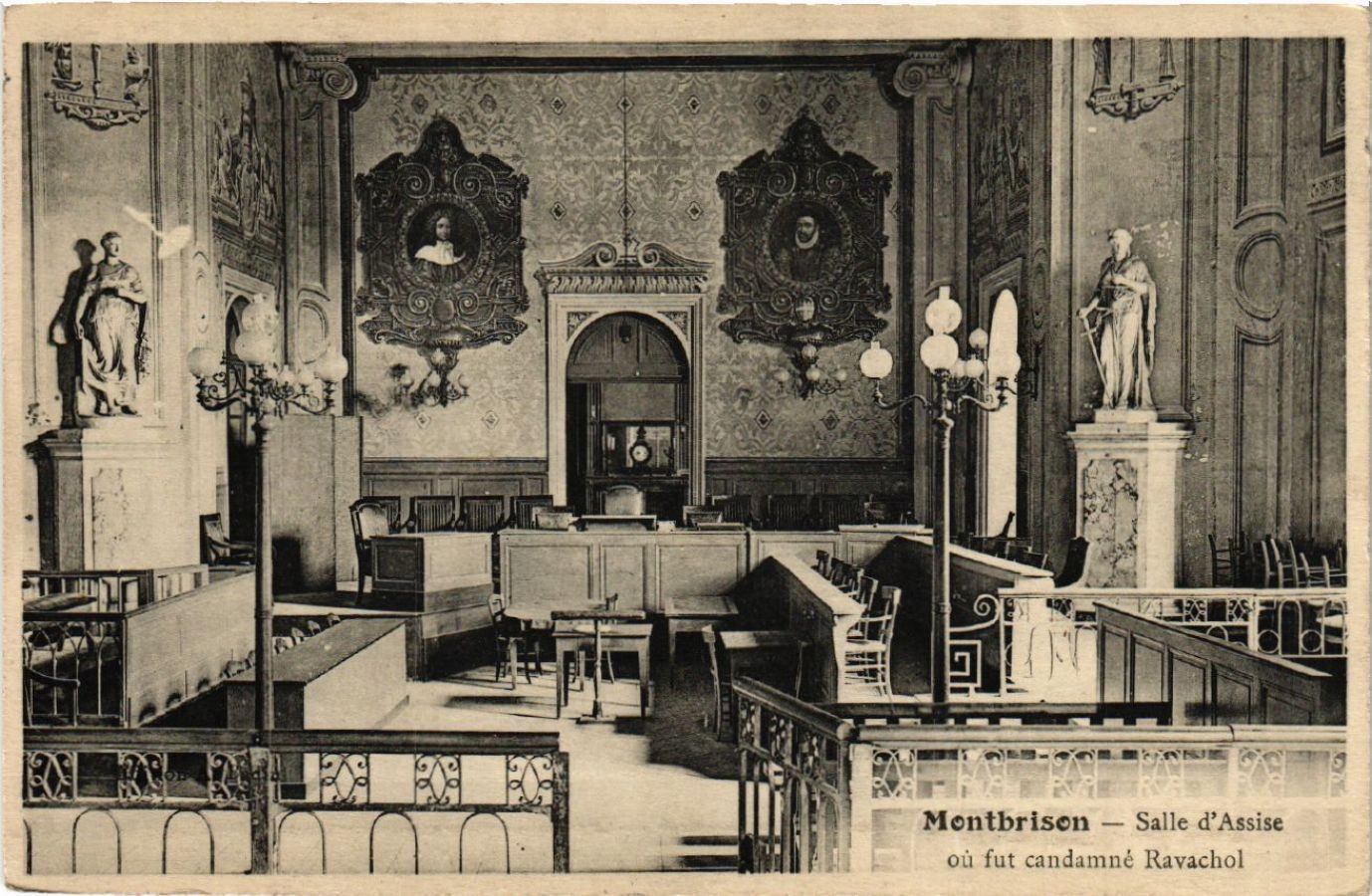
Salão da Court d'assises, ou seja, do Tribunal Penal.

O primeiro julgamento ocorrido em 24 de Abril começaria em meio ao pânico causado pela explosão do restaurante Véry onde trabalhava o delator de Ravachol Lherot. No atentado orquestrado por Mernieur morreriam o dono do restaurante e um dos clientes, deixando muitos feridos. Lherot fugiria do país sem receber nenhuma recompensa além da perda do cunhado que também era seu patrão.
Após a prisão de Ravachol e da prisão ou deportação de tantos anarquistas suspeitos quanto a polícia conseguira agarrar, as autoridades não esperavam que novos atentados pudessem acontecer.
Na ocasião, Ravachol surpreendera os presentes por sua atitude firme diante dos juízes, que mesmo antes de sua captura já tinham definido por lei seu veredito. Chaumentin que de vontade própria dera provas contra seus companheiros saíra livre como um ato de benevolência por parte do procurador M. Quesnay de Beaurepaire. Também Jus-Beala e Mariette Soubert foram absolvidos pela falta de evidências, fazendo com que a acusação focasse sua atenção em Ravachol e no jovem Simon.
De acordo com os relatos da época, Ravachol possuía em suas mãos uma folha onde havia escrito sua declaração, não propriamente de defesa, mas chamando seus juízes à reflexão. Quando inquerido sobre sua responsabilidade sobre os atos pelos quais estava sendo julgado, começou a lê-la, no entanto, foi interrompido depois de algumas palavras sem jamais poder retomá-la até o fim do julgamento.

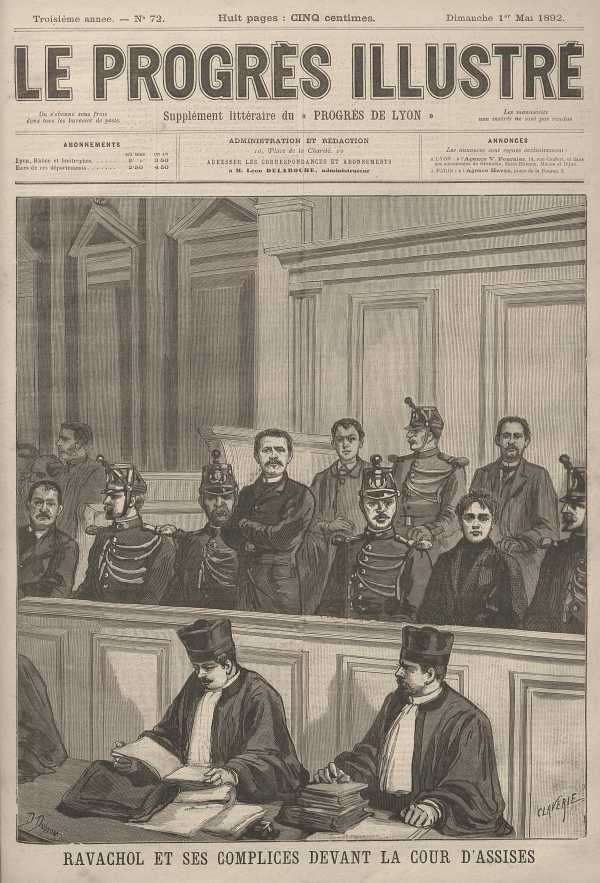
Capa do jornal Progrès illustré mostrando Ravachol e seus cúmplices no Tribunal Penal (Cour d'Assises em francês) do Seine.

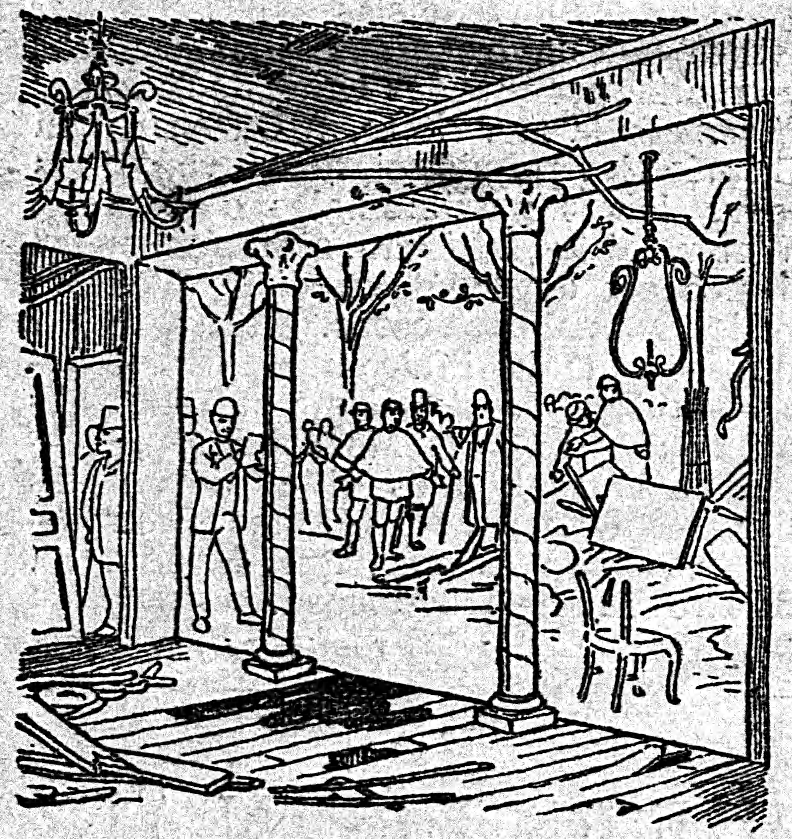
Desenho publicado no jornal Le Figaro do interior do restaurante Véry após a explosão orquestrada por Théodule Meunier.

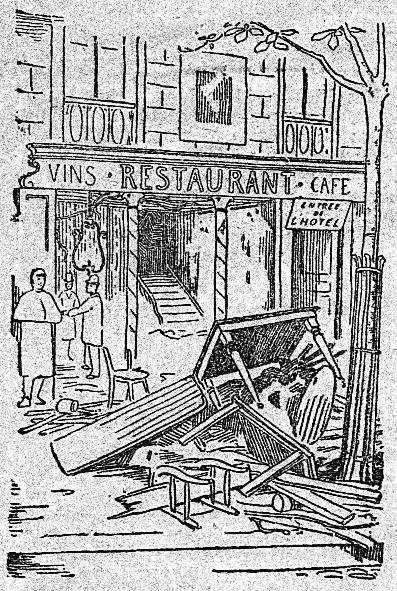
Desenho publicado no jornal Le Figaro do exterior do restaurante Véry após a explosão por Théodule Meunier.

Tanto Ravachol quanto Simon foram considerados culpados e condenados a trabalhos forçados para o resto de suas vidas. As investigações não parariam aí, um outro julgamento teatral seria armado com a intenção de condenar Ravachol finalmente à guilhotina.
Em um artigo publicado em 1 de Maio, Octave Mirbeau apresenta uma das mais balanceadas visões sobre as motivações das atividades terroristas de Ravachol.
Quem é — o autor de toda essa interminável procissão de torturas que tem sido a história da raça humana — quem é responsável por estes banhos de sangue, sempre com a mesma crueldade, sem descanso nem misericórdia? Governos, religiões, indústrias, campos de trabalho forçado, todos eles estão encharcados de sangue.— Octave Mirbeau, Ravachol

#### Segundo julgamento em Montbrison

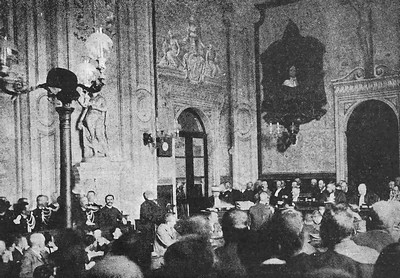
Segundo julgamento de Ravachol em Montbrison, na corte de justiça de Loire.

Após ser mantido durante dois meses em uma espécie de jaula sob vigilância constante, Ravachol foi finalmente enviado da Corte de Assisses para Montbrison para responder pelos assassinatos dos quais era acusado. Com a aparência cansada ele se colocou frente à Corte; na plateia estavam presentes homens ilustres, jornalistas e curiosos anônimos. Seus amigos Beal e Mariette compareceram junto com ele, mas apenas na qualidade de cúmplices por oferecerem abrigo após o assassinato do eremita de Chambles. Entre as testemunhas trazidas pela acusação estava a companheira de Ravachol, La Rulhière. Ao vê-la, pela primeira vez ele choraria em um local público, enquanto ela por sua parte declararia que ainda o amava e que o acusara falsamente.
Durante o julgamento, Ravachol confessaria alguns dos crimes dos quais era acusado, negando absolutamente sua participação em outros assassinatos que não o de Chambles. Sobre este episódio em que matara o eremita em Chambles, ele afirmaria ser ele o resultado da situação miserável na qual ele vivia.
Por fim, a Corte de Justiça de Loire condenaria Ravachol à guilhotina pelos três assassinatos, diversos delitos e dois outros crimes comuns ocorridos em 1886 e 1891. Após ouvir o pronunciamento da sentença, ele gritaria:
Vive l'Anarchie!
Após o julgamento Ravachol se recusou a apelar para a Corte ou solicitar uma prorrogação junto ao Presidente da República. Até hoje sua participação em dois dos assassinatos pelos quais foi condenado é motivo de dúvidas entre os historiadores.

### Execução

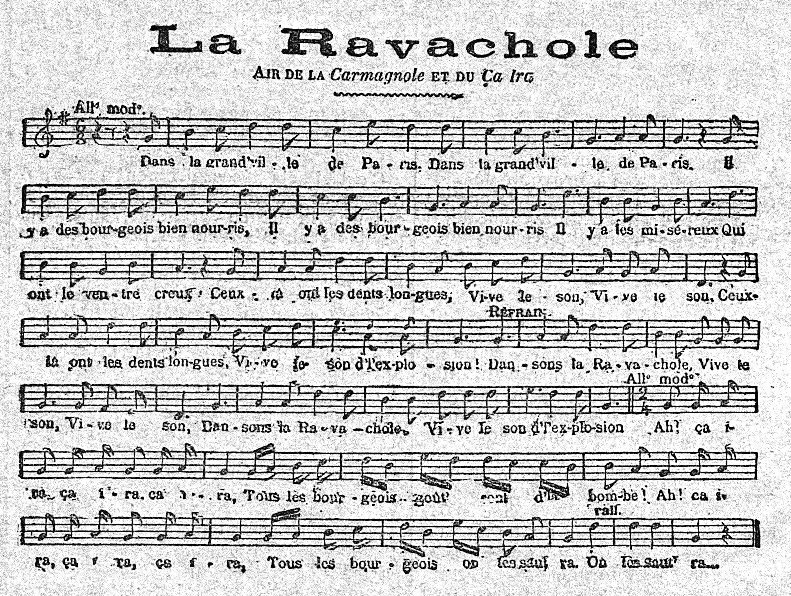
Partitura de La Ravachole.

No dia 11 de Julho de 1892 Ravachol foi guilhotinado em Montbrison, aos 32 anos de idade, pelo Estado francês. Naquela mesma manhã um telegrama seria emitido pelo Estado que o executou descrevendo as últimas ações de Ravachol e o contexto em que se deu a sua decapitação.
A canção descrita pelas autoridades como 'obscena' e 'blasfema' cantada por Ravachol aos pés do patíbulo foi a "La Ravachole", uma paródia da "La Carmagnole" popularmente criada em sua homenagem. Seus executores consideraram que a palavra cortada pela lâmina da guilhotina era "República", no entanto, é evidente que a palavra era de fato "Revolução".

## Ciclo derevanches

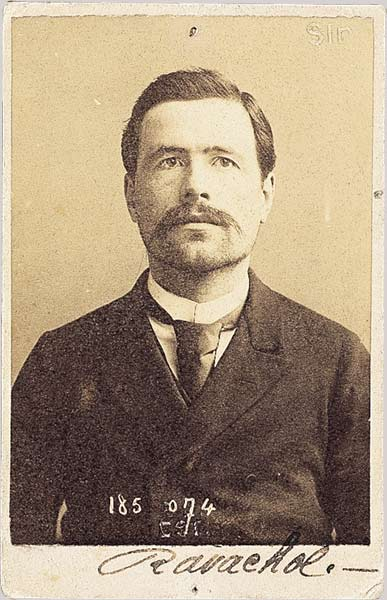
Foto de Ravachol enviada por Sante Caserio à viúva de Sadi Carnot, o presidente que acabara de assassinar. Junto um escrito Está bem vingado.

Além da bomba de Théodule Meunier colocada no Café Véry, na noite do primeiro julgamento de Ravachol, muitas outras ações violentas seriam orquestradas por anarquistas ilegalistas depois de sua morte.
Em 8 de novembro de 1892 uma bomba deixada na delegacia de polícia da rua des Bons Enfants explodiu matando seis pessoas. Seu autor, o anarquista hispano-francês Émile Henry escapa da polícia com a qual chega a trocar tiros em meio às ruas de Paris.
Em 9 de dezembro de 1893, Auguste Vaillant lança uma bomba dentro do Palácio Bourbon, no salão da Assembleia Nacional Francesa. A bomba feita de pregos fere 80 dos políticos que lá estavam, sem, no entanto, matar nenhum deles. Por esse ato Auguste Vaillant foi caçado, preso e também guilhotinado em 3 de fevereiro de 1894.
A morte de Vaillant, por sua vez, seria vingada também por Émile Henry que, em 12 de Fevereiro de 1894 lança outra bomba no luxuoso Café do Hotel Terminus, matando uma pessoa e ferindo outras vinte. Desta vez Henry seria preso e enviado para guilhotina em 21 de Maio daquele mesmo ano.
Meses depois, em 24 de Junho de 1894, o anarquista italiano Sante Geronimo Caserio vingaria Vaillant, Ravachol e Henry apunhalando até à morte o Presidente da República Francesa Marie François Sadi Carnot.
Ravachol é mais um elo visível da cadeia de ações diretas, execuções e vinganças que marcariam inexoravelmente o final do século XIX bem como o início do século XX. A partir dela, governantes e capitalistas da América e da Europa especulariam sobre a existência de um gigantesco complô internacional anarquista para assassinar líderes e burgueses de todo o mundo. À sua época, esta suposta conspiração, chamada também de a Internacional Negra, foi utilizada amplamente pelos jornais para demonizar as ideias anarquistas e, de quebra, ampliar a margem de vendas.

## Legado

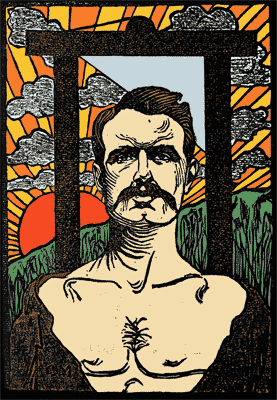
Gravura de Ravachol diante da guilhotina por Charles Maurin, colorida por Eric Beaunie.

A respeito da memória de Ravachol, as diferentes correntes anarquistas seguem se dividindo até os dias de hoje. Enquanto grupos adeptos das vertentes pacifistas se negaram a lhe conceder um lugar, considerando-o um simples delinquente que tomaria posteriormente a causa anarquista como justificativa de seus atos, outros, adeptos das ação direta radical, transformaram-no em um símbolo romântico da revolta desesperada, um ícone de seu tempo.

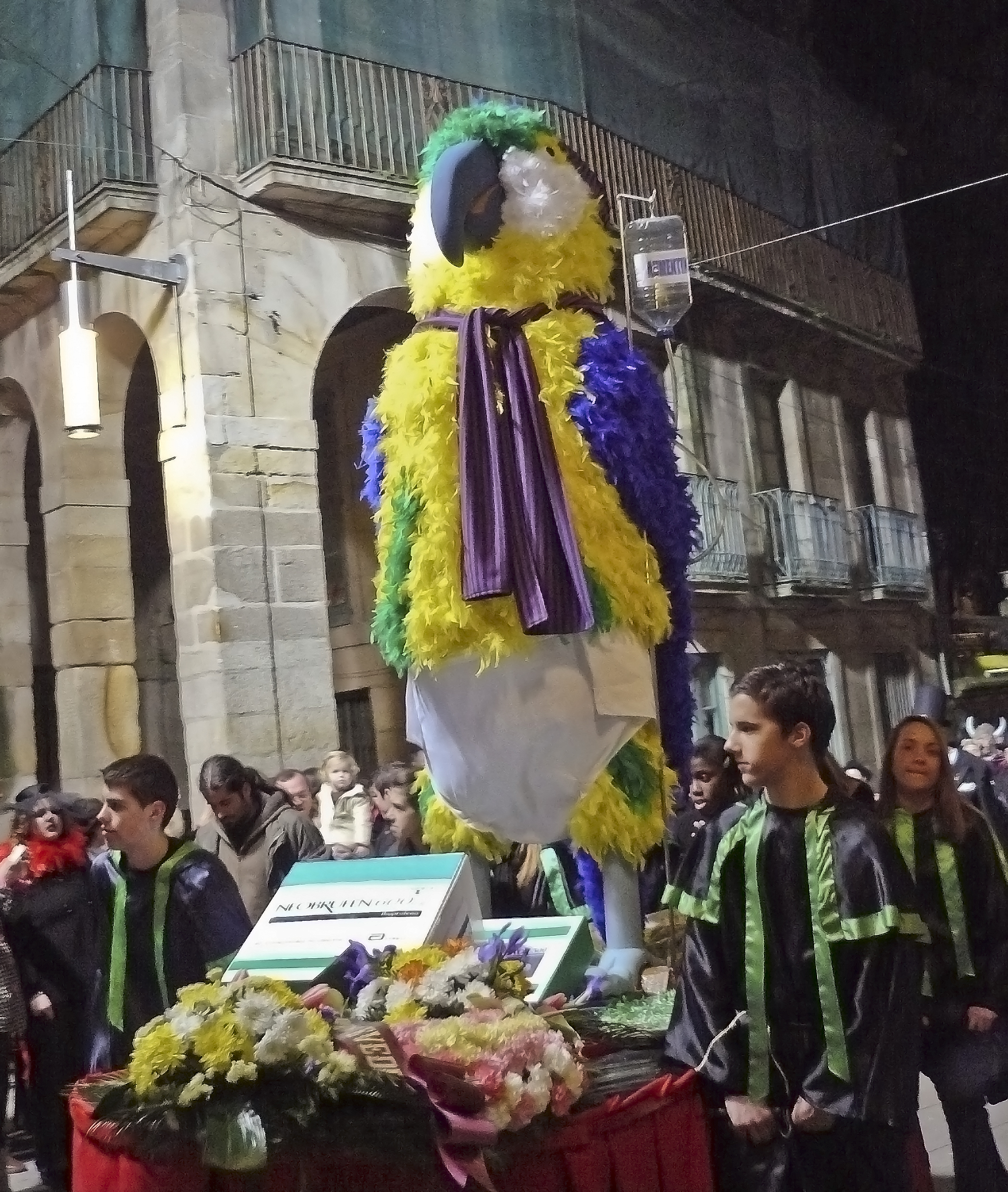
O louro Ravachol desfila pelas ruas de Pontevedra no carnaval.

O historiador francês Jean Maitrón escreveria um livro intitulado Ravachol e os Anarquistas; tal obra trata amplamente da influência das ações de Ravachol sobre os grupos anarquistas subsequentes.
De fato Ravachol e outros ilegalistas de seu tempo, muitos dos quais vingaram sua execução com bombas e assassinatos, se tornariam referências vigorosas que atravessaram os séculos influenciando coletivos anarquistas como o Bando Bonnot na França da década de 1910, e Los Solidarios na Espanha dos anos 1920, e gerações de anarquistas expropriadores que até os dias de hoje permanecem ativos em todo o mundo.
Deixemos de lado o suicídio induzido pelo cansaço, que como um último sacrifício coroam todos aqueles que se foram antes. É melhor uma última risada à Cravan, ou uma última canção à Ravachol.— Raoul Vaneigem, A Revolução da Vida Cotidiana

### Na cultura popular
Ravachol continuou vivo na memória popular francesa, sendo motivo de muitas músicas em sua honra e memória.. Seu nome inspirou a invenção anônima do termo ravacholiser utilizado para descrever o ato político de lançar bombas.
O nome Ravachol também aparece em diversas músicas criadas ao longo do século XX. Ele é citado na primeira estrofe do Hino Anarco-individualista — "Antes de morrermos à beira da estrada, Imitemos a Bresci e a Ravachol…".
No final do século XIX o boticário Perfecto Feijoo da cidade espanhola de Pontevedra nomeou seu papagaio de estimação de Ravachol em homenagem ao famoso anarquista. Ganhando grande popularidade o papagaio acabou tornando-se um símbolo do Carnaval daquela cidade até os dias atuais.
Os fãs do desenho animado Tintin também podem notar que Ravachol é um termo utilizado por diversas vezes pelo Capitão Haddock como uma forma de insulto.